# Bernard Stora
Pour les articles homonymes, voir Stora.
Bernard Stora est un réalisateur, scénariste et écrivain français, né le 22 novembre 1942 à Marseille.

## Biographie
Bernard Stora passe son enfance à Marseille. Son père, passionné de théâtre, a fait partie de la Compagnie du rideau gris, l'une des premières jeunes troupes de décentralisation. Élève au lycée Saint-Charles, il rencontre Jean-Pierre Léonardini, futur critique dramatique de L'Humanité et Gérard Guégan, qui sera plus tard journaliste, éditeur et romancier. Sous l'impulsion de ce dernier, les trois jeunes gens créent une revue, Subjectif, à laquelle succède en 1961 Contre-Champ, publication consacrée au cinéma.

### Carrière au cinéma et à la télévision
À dix-sept ans, Bernard Stora va à Paris préparer l'IDHEC — l'actuelle FEMIS — dans la classe d'Henri Agel au lycée Voltaire. Sorti diplômé en 1964, il débute comme stagiaire sur L'Enfer, film inachevé d'Henri-Georges Clouzot, puis devient l'assistant de nombreux metteurs en scène, parmi lesquels Robert Thomas (Patate, 1964), Jean Eustache (Le père Noël a les yeux bleus, 1966), Henri Verneuil (Le Clan des Siciliens, 1969 et Le Casse, 1971), Jean-Pierre Melville (Le Cercle rouge, 1970), Jean-Paul Rappeneau (Les Mariés de l'an II, 1971), Gérard Oury (Les Aventures de Rabbi Jacob, 1973) et John Frankenheimer (French Connection 2, 1975).
À partir de 1975, il donne des cours à l'IDHEC et dirige des secondes équipes, tout en écrivant ses premiers scénarios (L'Orage et Un garçon normal, qui obtient l'avance sur recettes en 1978). 
Le Jeune Marié (1983), avec Richard Berry et Brigitte Fossey, est le premier film qu'il réalise. Suivront Vent de panique (1987), avec Bernard Giraudeau et Caroline Cellier, Consentement mutuel (1994), avec Richard Berry et Anne Brochet, Un dérangement considérable (2000), avec Jalil Lespert et Mireille Perrier, et Villa Caprice (2021), avec Niels Arestrup et Patrick Bruel.
Il débute à la télévision en 1986 en réalisant le téléfilm L'Inconnue de Vienne, avec Marie-France Pisier et Richard Bohringer. Parmi ses réalisations les plus marquantes, on se souvient des téléfilms Six crimes sans assassins (1990), avec Jean-Pierre Marielle et Fabrice Luchini, L'Aîné des Ferchaux (2000), avec Jean-Paul Belmondo et Samy Naceri, Demain et tous les jours après (2001), avec Édouard Baer et Hélène Fillières, Suzie Berton (2004) avec Line Renaud et André Dussollier, Le Grand Charles (2005), consacré à la vie du général de Gaulle, interprété par Bernard Farcy, et plus récemment La Dernière Campagne (2013), une fable politique autour de la campagne présidentielle de 2012.
Outre les scénarios de ses propres films, Bernard Stora a écrit ou coécrit un grand nombre de scénarios pour le cinéma et la télévision.

## Filmographie

### Réalisateur et scénariste

#### Cinéma
- 1982 : Tout feu, tout flamme, co-réalisateur seulement, de la seconde équipe de Jean-Paul Rappeneau
- 1983 : Le Jeune Marié, co-écrit avec Luc Beraud
- 1987 : Vent de Panique, co-écrit avec Luc Beraud et Claude Miller
- 1994 : Consentement mutuel, co-écrit avec Philippe Delannoy, d’après une idée de Marie Dedale
- 2000 : Un dérangement considérable, co-écrit avec Gilles Taurand
- 2021 : Villa Caprice, co-écrit avec Pascale Robert-Diard et Sonia Moyersoen

#### Télévision
- 1986 : L'Inconnue de Vienne - Scénario de Bernard Stora et Claudine Vergnes
- 1989 : Six crimes sans assassins - Scénario de Bernard Stora et Jackie Berroyer d'après le roman de Pierre Boileau
- 1990 : La Grande Dune - Scénario de Bernard Stora et Jackie Berroyer d'après le roman de Madeleine Coudray
- 1993 : La Corruptrice - Scénario et dialogues de Bernard Stora d’après le roman de Guy des Cars
- 1995 : Sixième classique - Scénario de Claudine Vergnes - Adaptation et dialogues de Bernard Stora et Claudine Vergnes
- 1996 - L'Amour piégé -  Série Avocat d’office - Scénario de Gabriel Aghion et Rémi Waterhouse - Adaptation de Bernard Stora et Guy-Patrick Sainderichin - Dialogues de Bernard Stora
- 2001 : L'Aîné des Ferchaux - d'après L'Aîné des Ferchaux de Georges Simenon - Adaptation et dialogues de Bernard Stora
- 2002 : Demain et tous les jours après - Scénario original et dialogues de Bernard Stora
- 2002 : Une preuve d'amour - Scénario de Bernard Stora et Olivier Dutaillis, d’après une idée de Mireille Dumas - Dialogues de Bernard Stora
- 2003 : Suzie Berton - Scénario de Bernard Stora et Mathieu Fabiani - Adaptation et dialogues de Bernard Stora
- 2005 - Le Grand Charles - Scénario et dialogues de Bernard Stora
- 2007 : Elles et Moi - Scénario de Bernard Stora et Lény Bernard - Dialogues de Bernard Stora
- 2009 : Le 3e Jour - Scénario de Bernard Stora et Mathieu Fabiani - Dialogues de Bernard Stora
- 2011 : Celle que j'attendais - Scénario de Bernard et Lény Stora - Dialogues de Bernard Stora
- 2011 : Isabelle disparue - Scénario original et dialogues de Bernard Stora
- 2013 : La Dernière Campagne - Scénario original de Bernard Stora et Sonia Moyersoen avec la collaboration de Françoise Fressoz et Pascale Robert-Diard - Dialogues de Bernard Stora
- 2014 : La Douce Empoisonneuse - Scénario et dialogues de Bernard Stora d'après le roman d'Arto Paasilinna

### Scénariste seulement

#### Cinéma
- 1978 : L'Adoption de Marc Grunebaum - Scénario Magdeleine Dailloux, Marc Grunebaum, Peter Krall, Bernard Stora
- 1984 : Le Juge de Philippe Lefebvre - Scénario de Bernard Stora  et Philippe Lefebvre
- 1985 : L'Effrontée de Claude Miller - Scénario de Claude Miller, Luc Beraud, Bernard Stora et Annie Miller
- 1988 : La Petite Amie de Luc Béraud - Scénario de Bernard Stora et Luc Beraud
- 1989 : Plein fer de Josée Dayan - Scénario de Vincent Lambert d'après le roman de Serge Martina - Adaptation et dialogues de Bernard Stora
- 1992 : All Out de Thomas Koerfer - Scénario de Thomas Koerfer - Adaptation de Bernard Stora et Thomas Koerfer
- 1992 : Max et Jérémie de Claire Devers - Scénario de Bernard Stora et Claire Devers d'après le roman de Teri White - Dialogues de Bernard Stora
- 1992 : L'Inconnu dans la maison de Georges Lautner - Scénario de Georges Lautner, Bernard Stora et Jean Larteguy d’après l’œuvre de Georges Simenon - Dialogues de Bernard Stora
- 1994 - L’Inondation de Igor Minaiev - Scénario de Jacques Baynac et Igor Minaiev d’après l’œuvre de Evguéni Zamiatine - Adaptation et dialogues de Bernard Stora
- 1996 : Les Sables mouvants de Paul Carpita - Scénario de Paul Carpita - Adaptation de Paul Carpita et Bernard Stora
- 2002 : Les Amants de Mogador de Souheil Ben Barka - Scénario de Bernard Stora et Souheil Ben Barka
- 2015 : De Sable et de Feu de Souheil Ben Barka - Scénario de Bernard Stora et Souheil Ben Barka
- 2016 : Madame, scénario de Luc Beraud et Bernard Stora - Produit par Mathias Rubin et Eric Juhérian
- 2017 : Un bel été, scénario de Bernard Stora et Luc Beraud  - Produit par Mathias Rubin et Eric Juhérian
- 2020 : Villa Caprice, co-écrit avec Pascale Robert-Diard et Sonia Moyersoen

#### Télévision
- 1982 : Pablo est mort de Philippe Lefebvre - Scénario de Bernard Stora et Philippe Lefebvre
- 1989 : Arsène Lupin (La Comtesse de Cagliostro) - Scénario de Bernard Stora, Jacques Nahum et Philippe Delannoy, d’après Maurice Leblanc
- 1989 : À corps et à cris de Josée Dayan - Scénario de Guy-Patrick Sainderichin et Bernard Stora d'après un roman d’Albert Conroy
- 1992 : La Femme à l'ombre de Thierry Chabert - Scénario et dialogues de Bernard Stora
- 1993 : Couchettes express de Luc Béraud - Scénario de Bernard Stora et Luc Beraud d’après un roman de Tonino Benacquista
- 1994 : Les Nuiteux de Josée Dayan - Scénario et dialogues de Bernard Stora et Claudine Vergnes, d’après une idée originale de Mathieu Fabiani
- 1996 : Crédit bonheur de Luc Béraud - Scénario de Bernard Stora et Luc Béraud d’après un roman d’Hervé Jaouen - Dialogues de Bernard Stora
- 1999 : Zaïde, un petit air de vengeance de Josée Dayan - Scénario d’Odile Barski, sur une idée de Josée Dayan - Adaptation et dialogues de Bernard Stora
- 1999 : Mémoires en fuite de François Marthouret - Scénario de Pierre Billon - Adaptation et dialogues de Bernard Stora
- 2004 : Une autre vie de Luc Béraud - Scénario et dialogues de Bernard Stora d’après l’œuvre d’Emmanuel Roblès Cela s’appelle l’aurore
- 2010 : Bienvenue à Bouchon de Luc Beraud - Scénario et dialogues de Bernard Stora et Luc Beraud - D'après "Vive Bouchon" de Jean Dell et Gérald Sybleiras
- 2012 : Ce monde est fou de Badreddine Mokrani - Scénario de Bernard Stora et Badreddine Mokrani - Dialogues de Bernard Stora

## Théâtre
- 1985 : L'Ouest, le vrai de Sam Shepard, mise en scène Jean-Michel Ribes et Luc Béraud, avec Richard Bohringer et Roland Blanche - Co-adaptation avec Rudi Coupez, Luc Béraud et Cyril Humphris
- 1993 : Partenaires de David Mamet, mise en scène Bernard Stora, Théâtre de la Michodière - Avec Richard Berry, Fabrice Luchini, Anne Brochet - En tournée avec Richard Berry, Daniel Russo, Fabienne Babe
- 1999 : George Dandin de Molière - Mise en scène de Catherine Hiegel - Captation pour Molière, La Collection[Quoi ?]

## Edition
- 2013 : Et mes secrets aussi - Line Renaud avec Bernard Stora - Éditions Robert Laffont
- 2016 : Une drôle d'histoire - Line Renaud avec Bernard Stora - Éditions Robert Laffont
- 2020 : En toute confidence - Line Renaud avec Bernard Stora - Éditions Denoël
- 2023 : Le Bada - Roman - Éditions Denoël

## Distinctions
- 2000 : Meilleur scénariste pour Mémoires en fuite au Festival de la fiction TV de Saint-Tropez[2]
- 2013 : Prix du meilleur scénario au Festival du film de télévision de Luchon pour La Dernière Campagne
- Le Laurier de la fiction pour La Dernière Campagne sur France 2, le 17 février 2014[3].
- Officier des Arts et des Lettres[réf. nécessaire][Quand ?]